# Paróquia São Miguel (Rio Piracicaba)
A Paróquia São Miguel é uma circunscrição eclesiástica católica brasileira sediada no município de Rio Piracicaba, no interior do estado de Minas Gerais. Faz parte da Diocese de Itabira-Fabriciano, estando situada na Região Pastoral II. Foi criada em 1748.